# Miopie
Miopia este un defect al vederii care se manifestă prin imposibilitatea de a distinge clar obiectele situate la o distanță mai mare. Aceasta se întâmplă deoarece razele paralele, ce vin de la un obiect, atunci când traversează globul ocular, se focalizează înaintea retinei, permițând doar distingerea obiectelor situate la o distanță mai mică. Globul ocular al persoanelor mioape este mai alungit, fiind nevoie de lentile divergente pentru a corecta vederea, deplasând focarul pe retină.
În jur de 26% din populația lumii are miopie.

## Optica
Prima etapă a vederii este crearea unei imagini pe retină, folosind razele paralele ce rezultă din cristalin. Această primă fază este bazată pe legile focalizării luminii. Un obiect va fi cu atât mai bine definit, cu cât razele sale produc o imagine mai clară pe retină. În emetropie, adică în absența unor tulburări de refracție, imaginea este focalizata exact pe retină.
În miopie, focalizarea se efectueaza în fața retinei.
Cu toate că ar trebui să fie situat la infinit (5 metri în practică), punctum remotum (cel mai îndepărtat punct văzut încă net) este situat la miopi între nas și 5 metri, în funcție de gradul miopiei.
Miopia se măsoară în dioptrii, care sunt negative. O miopie de +2 dioptrii are nevoie de ochelari de -2 dioptrii.
Determinarea distanței de la punctum remotum oferă, de asemenea, de gradul de miopie: gradul de miopie este invers proporțional cu distanța de la punctum remotum exprimată în metri. Exemplu, în cazul în care cel mai îndepărtat obiect vazut clar este de 10 cm, deci 0,1 metri, atunci miopia este de 10 dioptrii; daca obiectul este situat la 2 metri, atunci miopia de 0,5 dioptrii.

### Acuitate vizuală Snellen
- Dioptrii		(m)

1. −10.0 D		6/600
2. −6.00 D		6/232
3. −5.00 D		6/170
4. −4.00 D		6/126
5. −3.00 D		6/85
6. −2.50 D		6/68
7. −2.00 D		6/50
8. −1.50 D		6/33
9. −1.00 D		6/20
10. −0.50 D		6/9
11. −0.60 D		7/9

## Cauze
- Ereditară - Una din cele mai frecvente cauze este cea genetică, aproximativ 89% din părinții cu miopie având de asemenea copii miopi.
- Mediul - Altă cauză importantă este influența mediului asupra mușchilor globului ocular. Astfel că un exces de tonus din partea mușchiului ciliar poate să antreneze miopia prin spasme ciliare. Și indicele de refracție a cristalinului poate fi modificat sub influența temperaturilor înalte (opacifierea cristalinului). Altă teorie susține că un efort prea mare consolidează mușchii ciliari, micșorând curbura cristalinului.
- Combinație factorilor ereditari cu cei de mediu
- Patologici - există o serie de afecțiuni care determină apariția miopiei

## Tratament
Cele mai comune forme de tratament includ purtarea ochelarilor și a lentilelor de contact (doar cu lentile divergente), precum și o procedură chirurgicală refractivă oculară, dar aceasta este recomandată doar persoanelor cu un anumit grad de miopie, precum și cu o vârstă nu foarte înaintată.
Există 3 tipuri de proceduri chirurgicale keratotomie radială - și cea mai riscantă. Se face o incizie în cornee cu ajutorul unei lame foarte ascuțite, aplatizându-se după lecuire, mărind calitatea imaginii pe retină.
- keratectomie fotorefractivă - se aplică doar la forme ușoare ale miopiei. Cu ajutorul unui laser se aplatizează corneea.
- LASIK - cea mai modernă tehnică. Se aplică aproape tuturor formelor de miopie. Se folosesc laseri și o microkeratomă, care taie o porțiune circulară din cornee. Aceasta este apoi tratată cu laseri pentru a-și schimba forma și focalizarea.

## Boli asociate cu miopia
Printre cele mai frecvente boli care pot cauza miopia sunt diabetul și hipertensiunea. Alte boli asociate cu miopia sunt: sindromul Marfan, retinopatie prematură, sindromul Ehlers-Danlos, boala lui Stargardt, sindromul Down,	homocistinurie, sindromul Cornelia de Lange, sindromul Weil-Marchesani, atrofie girată, sindromul Laurence-Moon-Bardet-Biedl, sindromul Riley-Day, ectopia lentis, sindromul Turner, boala lui Fabry, sindromul Stickler, sindromul Wagner, sindromul dispersiei pigmenților.